# Lynx issiodorensis
Lynx issiodorensis – wymarły gatunek drapieżnego, lądowego ssaka z podrodziny kotów (Felinae) w obrębie rodziny kotowatych (Felidae). Występował w pliocenie (od piętra Villafranchian) i plejstocenie (do kromerianu) na północnej półkuli Ziemi, jest też doniesienie o występowaniu gatunku w Południowej Afryce. Najstarsze, plioceńskie znaleziska pochodzą z Afryki. Zdaniem Werdelina (1981) od tego gatunku wywodzą się wszystkie żyjące gatunki rysi.

## Taksonomia
Gatunek po raz pierwszy zgodnie z zasadami nazewnictwa binominalnego opisali w 1828 francuscy uczeni, paleontolog Jean-Baptiste Croizet i geolog Antoine Claude Gabriel Jobert w publikacji własnego autorstwa poświęconej badaniom nad kopalnymi szczątkami z departamentu Puy-de-Dôme; autorzy umieścili nowo opisany takson w rodzaju Felis, nadając mu epitet gatunkowy issiodorensis. Miejsce typowe to Étouaires, Perrier, Francja; szczątki datowane są na wczesny plejstocen. Holotyp to czaszka (sygnatura ZMB Prr 200) ze zbiorów Muzeum Historii Naturalnej w Berlinie. 

### Etymologia
- Lynx: gr. λυγξ lynx, λυγκος lynkos ‘ryś’[9].
- issiodorensis: Issoire, Francja[1].